# Tridens buckleyanus
Tridens buckleyanus là một loài thực vật có hoa trong họ Hòa thảo. Loài này được (Dewey) Nash miêu tả khoa học đầu tiên năm 1903.